# Štramberk

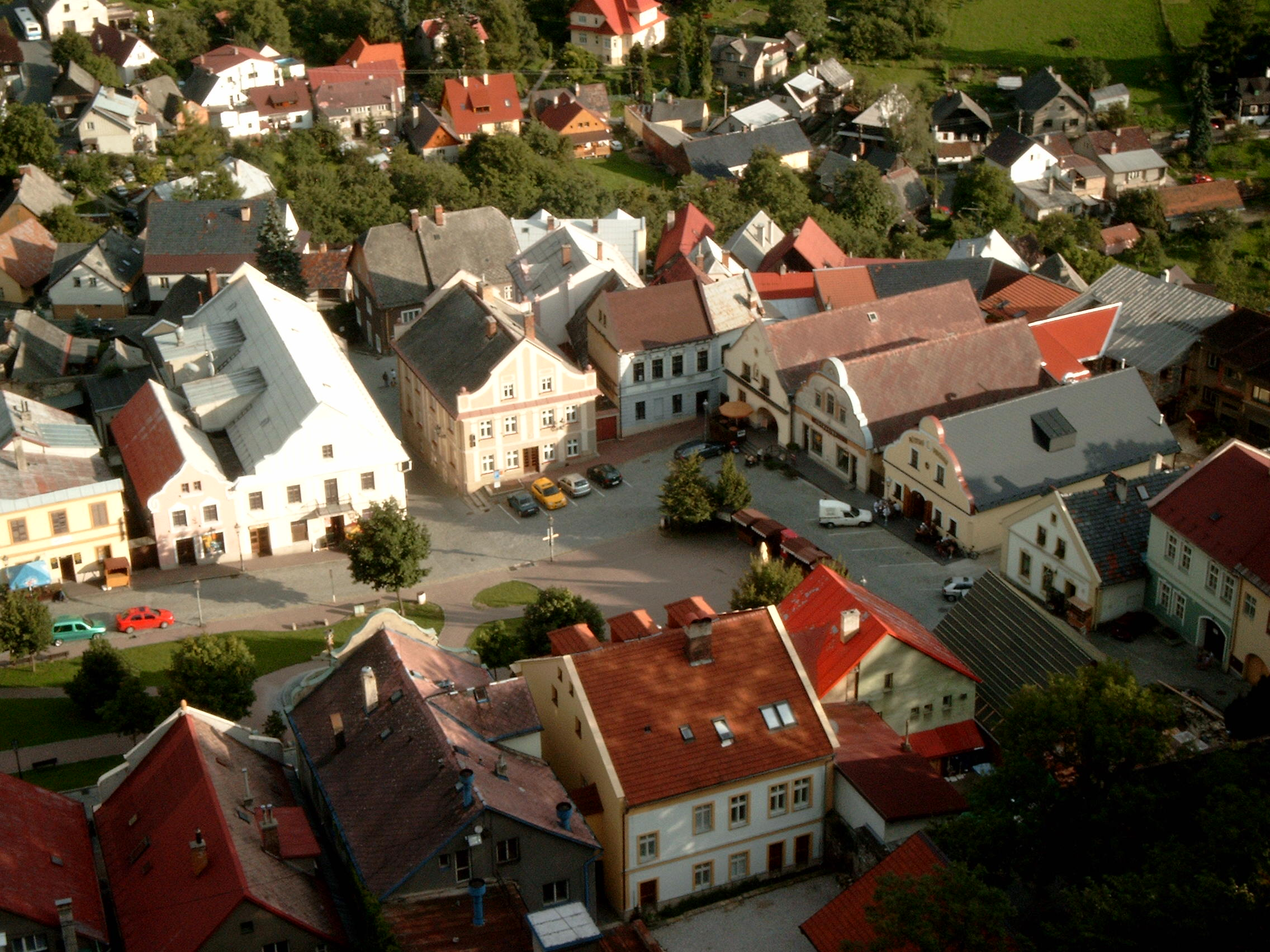
Widok na miasto

Štramberk (niem. Stramberg lub Strahlenberg) − miasto w Czechach, na Morawach, w kraju morawsko-śląskim.
Według danych z 31 grudnia 2003 powierzchnia miasta wynosiła 933 ha, a liczba jego mieszkańców 3 380 osób.
Miasto zachowało historyczny układ urbanistyczny. Wokół prostokątnego rynku o pochyłej płycie (położonego na stoku wzgórza zamkowego) znajduje się zespół murowanych domów o cechach późnobarokowych i klasycystycznych oraz barokowy kościół parafialny pw. św. Jana Nepomucena z lat 1721–1723. Na ulicach prowadzących do rynku zachowały się drewniane domy konstrukcji zrębowej. Nad miastem i mocno pochylonym rynkiem góruje zalesione wzgórze z pozostałościami zamku Štramberk oraz zachowaną wieżą o nazwie Trúba. Centrum miasta zostało objęte ochroną konserwatorską. W pobliżu narodowy pomnik przyrody Šipka (czes. Národní přírodní památka Šipka); na jego terenie Jaskinia Šipka, w której odnaleziono szczątki neandertalskiego dziecka (kompleks Národní sad (Štramberk).

## Demografia
| Rok             | 1970  | 1980  | 1991  | 2001  | 2003  |
| --------------- | ----- | ----- | ----- | ----- | ----- |
| Liczba ludności | 4 191 | 3 713 | 3 280 | 3 408 | 3 380 |

Źródło: Czeski Urząd Statystyczny

## Uszy sztramberskie
Sławny produkt cukierniczy z lekkiego ciasta piernikowego w kształcie rożka, pieczony w mieście Štramberk i w okolicach. 
Legenda mówi, że tradycja pieczenia uszu zrodziła w związku z najazdem tatarskim na okolice miasta (góra Kotouč) w 1241 roku. Mieszkańcy Štramberka ukryci na wzgórzu wypuścili wodę ze zbiornika, zatapiając obóz wroga. Podczas przeszukiwania obozu Tatarów mieszkańcy miasta mieli znaleźć worek wypełniony odciętymi uszami niewiernych, które miały być wysłane na dowód zwycięstwa tatarskiemu chanowi.